# Karl Anton Xaver Thaddäus von Schlichten
Karl Anton Xaver Thaddäus von Schlichten (* 27. Juni 1764 in Dresden; † 7. Juli 1841 in Warmbrunn) war ein preußischer Generalmajor.

## Leben

### Herkunft
Seine Eltern waren der Generalmajor Andreas Alexander von Schlichten (1728–1791) aus dem Adelsgeschlecht Schlichting und dessen Ehefrau Ernestine Philippine, geborene von der Goltz (1735–1771).

### Militärkarriere
Schlichten wurde 1777 Fähnrich in polnischen Diensten im Regiment „Sulkowski“. 1778 wechselte er mit seinem Vater in preußische Dienste und wurde Junker im Freikorps „Schlichten“. Er kämpfte 1778/79 im Bayrischen Erbfolgekrieg und stieg 1779 zum Sekondeleutnant auf, bevor das Freikorps aufgelöst wurde. Am 12. Januar 1780 kam Schlichten dann als Kornett in das Husarenregiment „von Podjursky“. Dort wurde er am 15. September 1784 Sekondeleutnant und kam am 23. Mai 1794 als Generaladjutant zu seinem Regimentschef, dem Prinzen Eugen von Württemberg. Während des Feldzuges in Polen kämpfte er in der Schlacht bei Rawka und der Belagerung bei Warschau. Für Rawka erhielt er am 9. Juni 1794 den Orden Pour le Mérite. Am 29. Juni 1794 wurde er Premierleutnant und am 9. Januar 1795 Generaladjutant des Generals Lediwary. Am 20. April 1796 kehrte er zu seinem Husarenregiment zurück, stieg dort am 16. September zum Stabsrittmeister auf und avancierte am 15. Januar 1803 zum Rittmeister und Eskadronchef. Am 25. Dezember 1804 folgte seine Beförderung zum Major. Im Vierten Koalitionskrieg kämpfte Schlichten in der Schlacht bei Auerstedt sowie den Gefechten von Königsberg, Bartenstein, Heilsberg und Friedland. Bei Heilsberg wurde er aber schwer am Fuß verletzt und war nicht mehr feldverwendungsfähig.
Nach dem Frieden von Tilsit kam Schlichten am 8. Februar 1809 zum 1. Schlesischen Husaren-Regiment. Am 21. März 1811 wurde er zum Chef der 1. Niederschlesischen Brigade-Garnisons-Kompanie ernannt. Am 11. April 1811 erhielt er den Charakter eines Oberstleutnants. Im Vorfeld der Befreiungskriege wurde er am 24. Februar 1813 in das Garnisonsbataillon 20/13 versetzt. Nach dem Krieg wurde er am 31. Mai 1815 zum Oberst mit Patent vom 2. Juni 1815 befördert. Am 26. April 1818 wurde er zum Kommandeur des 11. Garnisons-Bataillons (1. Schlesisches) ernannt. Schlichten schied am 14. April 1820 mit einem Invaliditätsgehalt aus der Armee aus und erhielt am 28. März 1824 mit dem Charakter als Generalmajor sowie einer Pension von 800 Talern seinen Abschied. Am 19. Dezember 1827 wurde seine Pension rückwirkend ab dem 1. Mai 1824 auf 900 Taler erhöht. Er starb am 7. Juli 1841 in Warmbrunn im Riesengebirge.
In seiner Beurteilung aus dem Jahr 1819 schrieb der General Zieten: „Zeichnet sich in der Führung des Bataillons aus, indem in demselben die beste Ordnung und Pünktlichkeit obwaltet. Es wäre zu wünschen, daß der Oberst von Schlichten der gar kein Vermögen besitzt, durch die Gnade Seiner Majestät des Königs in eine bessere Lage versetzt werden könnte.“

### Familie
Schlichten heiratete am 13. Januar 1794 in Schmoltschütz Wilhelmine Charlotte von Braunschweig (* 1773; † 6. Februar 1842), eine Tochter den Generals Christian Friedrich von Braunschweig. Das Paar hatte zwei Kinder:
- Luise Wilhelmine Karoline Charlotte (* 18. Juni 1795)
- Wilhelm (1796–1876), preußischer Generalmajor